# 斑鸫
斑鸫（学名：Turdus eunomus），又名斑鶇，是鸫科鸫属鸟类，其繁殖地範圍從西伯利亞中部向東延伸至堪察加半島，在冬季遷徙至日本、中國南部及緬甸過冬。
牠與繁殖地較偏南的紅尾鶇（T. naumanni）關係密切，二者經常被視為同種異名。學名源自拉丁語Turdus，意為「鶇」，以及古希臘語eunomos，意為「有序」。
此物種在開闊的林地中繁殖，但與諾氏鶇不同，斑點鶇更能適應山區和苔原邊緣的棲地。此物種強烈遷徙，南遷至東南亞過冬，主要集中於中國及鄰近國家，偶爾也會成為西歐的罕見迷鳥。2016年12月，於英國德比郡的一次目擊吸引了數百名賞鳥者前往觀賞。

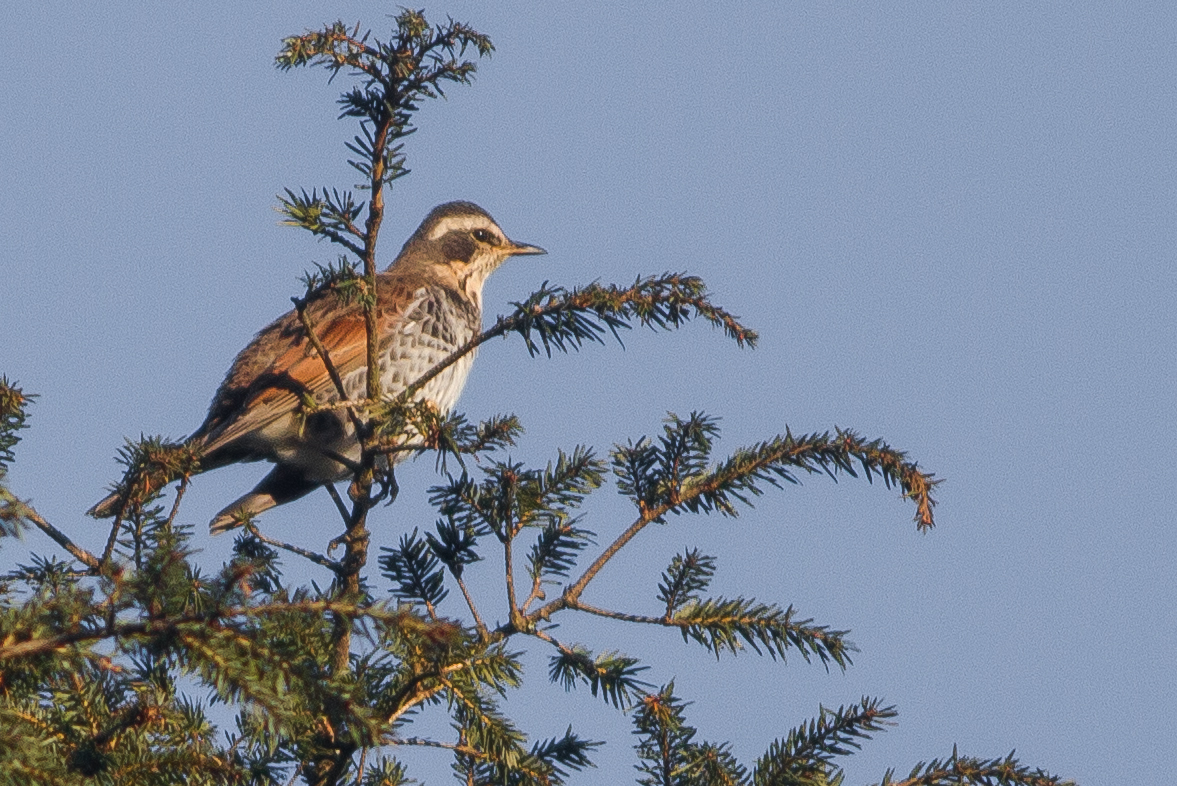
攝於印度大吉嶺的森查爾野生動物保護區。

斑點鶇築巢於樹上，每窩產下3至5顆卵，巢不整齊但內部鋪有整齊的襯層。遷徙與越冬時期的個體常形成小群體。牠們為雜食性，捕食多種昆蟲，尤其是蚊子、蚯蚓及漿果。
此鳥屬中等體型，體態厚實，結構上類似小型的田鶇。牠的翼下為紅棕色，且有一條淺色。
斑點鶇的背部及尾巴呈深褐色；臉部、胸部、兩側斑點及尾巴為黑色，而腹部及尾下覆羽為白色。相比之下，紅尾鶇的背部及頭部較淺棕色，臉部、胸部、兩側斑點及尾巴呈紅色，而腹部及尾下覆羽為白色。
雌鳥與雄鳥相似，但幼鳥的圖案較不明顯。
雄性斑點鶇的鳴聲為簡單的吹口哨或口笛聲，與白眉歌鶇相似。有研究建議斑點鶇與紅尾鶇的歌聲有所不同。